# 司法院釋字第365號解釋
大法官會議釋字第365號釋憲案，是中華民國司法院大法官對於中華民國民法第一千零八十九條是否違反中華民國憲法作出解釋。當時這個法條規定當父母親在對於未成年子女的親權行使上有不同意見時，以父親意見為主。該釋憲案由梁秋蓉女士、張佩君女士、羅瑩雪律師和147位立法委員共同的聯署支持，於1994年7月26日提出，同年9月23日由司法院秘書長公布。
大法官釋憲結果認定，民法第一千零八十九條的規定，與憲法中第七條人民不分男女在法律上一律平等，及憲法增修條文第九條第五項消除性別歧視的想法不符，並應自本解釋公布之日起二年內失效。
此次釋憲結果對於民法親屬篇修正委員會推動修法有著極大的影響。

## 發起背景
1990年代，民間婦運團體開始發起修改民法親屬篇的運動。1985年的第一次親屬編修正雖以「貫切男女平等」作為修法大原則，可親屬編中對男女平等落實的正面影響，婦團仍持保留態度。1990年10月20日，台北市晚晴婦女協會、財團法人婦女新知基金會、台北律師公會婦女研究委員會、聯同其他民間學者專家團體共同組成民間團體民法親屬編修正委員會，著手把民法親屬編往男女平權的方向修正。1993年5月15日，婦女新知基金會聯同晚晴婦女協會公佈「新晴版民法親屬編修正草案」，以及進行其後一波波聯署倡議行動在台中、高雄等地舉辦公聽會，也在第六屆大法官被提名時，發起「上草山，十問大法官」的請願活動，促使大法官在作出第365號解釋。
在1994年釋字365號作成前，舊法1089條中，若父母雙方對於子女有不同意見時，會以父親的意見為優先，違反憲法第七條中男女平等精神。多位關注婦女權益的立法委員，協助曾經因為此法條權益損害的人民聲請大法官釋憲。
張佩君（1989年4月）及梁秋蓉（1994年3月）由羅瑩雪律師協助提出聲請，1994年7月26日，由立法委員謝啟大與其餘數位委員連署提出釋憲。聲請理由主要為違反憲法中男女平等的原則，而原先舊法1089條的原則，是在過去男女不平權的時代設立，在現代法治國家中，應針對有歧視的法條做出修正。另外，有許多不關愛子女的父親因原先舊法，使子女與生母強行分離的情形。

## 大法官會議成員
當時會議主席為司法院長施啟揚。
其他參與解釋作成具名於該號解釋文之大法官有翁岳生、翟紹先、楊與齡、李鐘聲、楊建華、馬漢寶、劉鐵錚、鄭健才、吳庚、史錫恩、陳瑞堂、張承韜、張特生、李志鵬。

## 解釋結果
大法官於1994年（民國83年）9月23日公布本號解釋。解釋文的內容說明，民法第1089條『父母對於權利之行使意思不一致時，由父行使之』的部分，違反憲法第7條人民無分男女在法律上一律平等之原則，並與憲法增修條文第九條第五項消除性別歧視之意旨不符，故大法官認該條規定應檢討修正，並訂定自本解釋公布之日起，至遲於屆滿二年時失其效力的落日條款。

## 影響
在1994年大法官釋字第365號解釋宣告民法第1089條「父權優先條款」違憲，並要求自解釋公布起屆滿二年時失效後，立法院於1996年9月6日三讀通過對民法第四親屬編1089條的修正。
1995年5月31日，在當時條文在釋憲兩年失效期屆滿前，立委謝啟大提案、在朝野共五十七位立法委員連署下，檢討修訂民法親屬編有關子女親權部分的提案正式進入立法院一讀，並在同年9月6日立法院二、三讀通過第一階段的修法，於9月25日公布施行。

### 對婦女運動的意義
1994年大法官釋字第365號解釋後，直接影響法務部在94年10月5日首次向立法院提出三階段民法親屬編的計劃，開始其在立法院緩慢的修法過程；第一階段主要針對第1089條對父母離婚後子女親權(即以「子女最佳利益原則」取代「父權優先原則」)的規定，第二階段以男女平等為核心；自1996年至2014年親屬編共歷經16次修改，而對親屬篇所有條文修正的第三階段修法計劃則尚未開始。

## 外部連結
- （繁體中文） 釋字第 365 號 【民法就親權行使父權優先之規定違憲？】